# Amistad (film)
Amistad (titlu original: Amistad) este un film american istoric din 1997 regizat de Steven Spielberg. Rolurile principale au fost interpretate de actorii Morgan Freeman, Anthony Hopkins și Djimon Hounsou. Scenariul, scris de David Franzoni, este bazat pe evenimentele din 1839 de la bordul navei spaniole de sclavi La Amistad, în timpul căruia oameni din tribul Mende răpiți pentru comerțul cu sclavi au reușit să preia controlul asupra navei de la răpitorii lor în largul coastei Cubei și despre bătălia juridică internațională care a urmat capturării lor de către nava Washington. Cazul a fost soluționat în cele din urmă de Curtea Supremă a SUA în 1841.

## Distribuție
- Djimon Hounsou - Sengbe Pieh / Joseph Cinqué
- Matthew McConaughey - Roger Sherman Baldwin
- Anthony Hopkins - John Quincy Adams
- Morgan Freeman - Theodore Joadson
- Nigel Hawthorne - President Martin Van Buren
- David Paymer - Secretary of State John Forsyth
- Pete Postlethwaite - William S. Holabird
- Stellan Skarsgård - Lewis Tappan
- Razaaq Adoti - Yamba
- Abu Bakaar Fofanah - Fala
- Anna Paquin - Queen Isabella II of Spain
- Tomas Milian - Ángel Calderón de la Barca y Belgrano
- Chiwetel Ejiofor - Ensign James Covey
- Derrick Ashong - Buakei
- Geno Silva - Jose Ruiz
- John Ortiz - Pedro Montes
- Kevin J. O'Connor - Missionary
- Ralph Brown - Lieutenant Thomas R. Gedney
- Darren E. Burrows - Lieutenant Richard W. Meade
- Allan Rich - Judge Andrew T. Judson
- Paul Guilfoyle - Attorney
- Peter Firth - Captain Charles Fitzgerald
- Xander Berkeley - Ledger Hammond
- Jeremy Northam - Judge Coglin
- Arliss Howard - John C. Calhoun
- Austin Pendleton - Professor Josiah Willard Gibbs Sr.
- Pedro Armendáriz Jr. - General Baldomero Espartero